# Palais Rettig
Le palais de Rettig (en finnois : Rettigin palatsi) ou Villa von Rettig est un bâtiment situé dans le quartier II à Turku en Finlande.

## Présentation
La Villa von Rettig, est un bâtiment baroque-classique situé au centre de Turku, sur les rives de l'Aurajoki. 
Il a été construit à l'origine comme résidence privée pour la famille fabricant de tabac Hans von Rettig.
La parcelle située à l'emplacement central était entourée d'un mur qui fermait le jardin du palais à la vue des passants. 
Les plans du bâtiment ont été dessinés par le cabinet d'architectes de Bertel Jung et Valter Jung à Helsinki.
Valter Jung est l'auteur des plans. 
Il a également conçu l'intérieur du palais, à l'exception de la bibliothèque et la grande salle à manger.
Lors de la conception du bâtiment, Valter Jung a pris en compte son emplacement dans un milieu culturellement et historiquement précieux à proximité de la cathédrale de Turku et de la vieille place du marché. 
La Villa von Rettig a été réalisée dans l'esprit du classicisme baroque. 
Au moment de la construction du palais, d'autres bâtiments importants mais très différents ont été construits à Turku : entre autres, l'Immeuble de Turun Sanomat sur Kauppiaskatu et le Maalaistentalo sur Humalistonkatu conçus par Alvar Aalto, style fonctionnaliste, conçus par Alvar Aalto dans un style fonctionnaliste.
La façade du palais était du côté Rettiginrinne et l'entrée principale était du côté d'Hämeenkatu. 
Cette entrée n'était utilisée que pour les fêtes. 
Deux jardins différents ont été prévus autour du palais : côté Nunnankatu, un jardin à l'anglaise avec des allées sinueuses et des gazébos, et côté Rettiginrinne, un parc basé sur la symétrie axiale, au milieu duquel siège un grand bassin avec des fontaines.

## Aboa Vetus & Ars Nova
Le palais est devenu la propriété de la Fondation Matti Koivurinta (aujourd'hui Fondation Aboa Vetus Ars Nova) en 1991. 
Le plan initial était d'installer dans le palais la collection d'art de la fondation. 
Cependant, en raison des découvertes archéologiques faites dans le cadre des travaux de rénovation et de construction, le projet de musée a été élargi. 
Le musée d'art contemporain Ars Nova a été ouvert dans les locaux du Palais Rettig, et Aboa Vetus, le musée archéologique et historique, sous son jardin. 
Depuis lors, Aboa Vetus Ars Nova a fusionné en un seul musée d'histoire et d'art contemporain nommé Aboa Vetus & Ars Nova.